# Рімуш

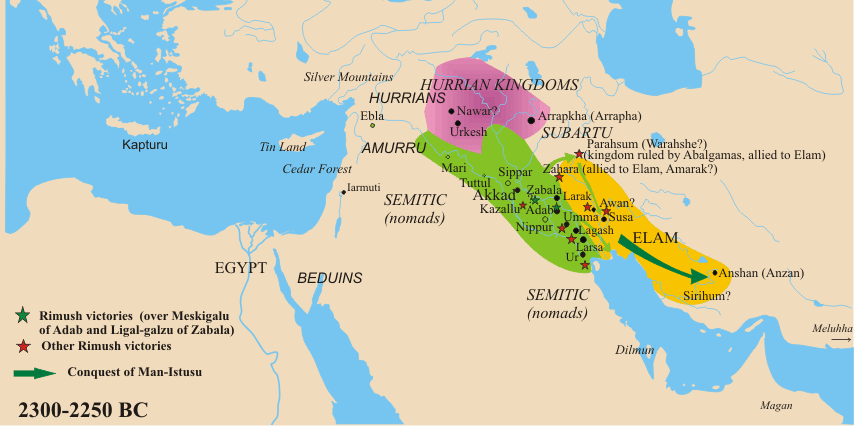
Карта регіону в середині ХХІІІ століття до нашої ери, вона англійською, але ніби усе зрозуміло

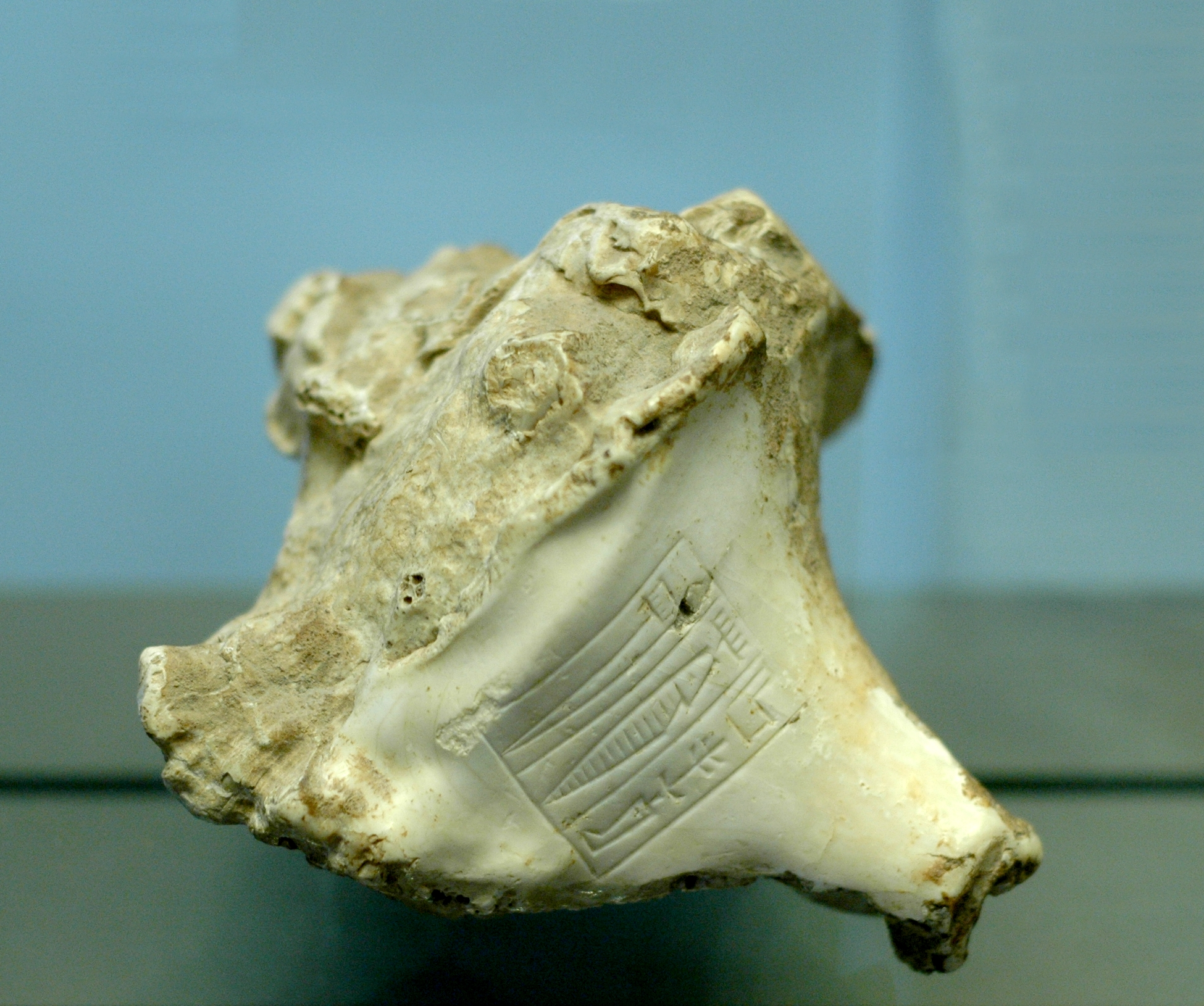
Мушля з іменем Рімуша

Рімуш — другий цар Аккада. Син Саргона та королеви Ташлултум. Молодший брат Маніштусу. Правив від 7 до 15, дуже часто називають цифру 9 років. Оскільки точне датування подій такої давнини досі є дискусійним питанням, то дати правління в різних джерелах мають досить значну розбіжність, одним з варіантів є 2313—2305 роки до нашої ери.

## Життєпис
На початку правління царя в Шумері та Еламі, а можливо й інших околицях держави розгорілися повстання. Сам цар пише, що «усі країни, що їх залишив мені батько мій Шаррукен, повстали проти мене і жодна не залишилася вірною мені». В Урі якогось Каку проголосили лугалем Уру і лугалем країни (Шумеру), і його підтримали енсі інших міст. Рімуш здійснив кілька походів проти повстанців, в перший раз він розбив повстанців і узяв у полон самого Каку, захопив Ур та Умму і зрив їх укріплення. Судячи з надписів війна була жорстока, з тисячами загиблих в бою, взятих в полон і страчених. Усього згідно з надписами Рімуша сумарні втрати його ворогів склали близько 54 тисяч. Наприклад в Урі війська Рімуша вбили 8 тисяч людей і 5500 захопили в полон. З інших міст, що повстали проти нього, Рімуш забирає 5700 полоненних. На шляху назад було зруйновано місто Казаллу, де загинуло 12 тисяч людей, а ще 6 було узято в полон. Настільки великі втрати свідчать, що повстання проти влади аккадських царів були не просто сепаратистським заколотом знаті, а масовим визвольним рухом місцевого населення. Слід зауважити, що ні сам Шаррумкен, ні аккадські царі після Рімуша не вказують кількість вбитих та захоплених в полон. Тож педантичність, з якою Рімуш називає цифри, говорить або про те, що він був гордий ними, або ж вказує на усвідомлену пропаганду жорстокості та непереможності правителя.
Після царя Лухішшана, підкореного Саргоном, в Авані правив Хішепратеп II, який повстав проти Рімуша. Придушивши повстання шумерських міст, аккадський цар вдерся до Еламу і розбив еламітів у двох битва, друга відбулася між Сузами та Аваном на річці Кабніт.
Через якийсь час Рімуш здійснив другий похід до Шумера, під час якого захопив Дер, Умму, Адаб, Халлаб. Знову придушення повстання супроводжувалося жорстокими битвами і стратами — в Дері та Уммі було знищено 9 тисяч людей, а ще 3,6 тисячі страчено. В полон потрапило понад 20 тисяч.
Царю вдалося знову підкорити Шумер та Елам. Він прийняв титул «царя Кіша, владики Еламу» і заявляв у своїх надписах, що править усіма країнами від Перської затоки до Середземного моря та прилеглими гірськими районами.
Відомо також про похід Рімуша проти міста Варахсе в Еламі, де правив цар Апалкамаш.
В цілому політика Рімуша була продовженням саргонової і сприяла подальшому розквітові Аккадського царства. Однак йому самому довго правити не довелося. «Слуги його дому» вчинили заколот, під час якого вбили царя печатками. Зазвичай цей факт сучасні дослідники інтерпретують так, що в присутності царя не можна було знаходитися зі зброєю. Трон посів наступник, можливо брат Рімуша Маніштусу.

## З повідомлень Рімуша
Нижче наведено зразки надписів зі статуй які стояли в Екру — загальношумерському святилищі Енліля в Ніппурі.
|  | Рімуш, цар всесвіту, в битві (при/за) Ур і Умму повалив і 8040 мужів поклав; 5460 полоненних захопила його рука; і Каку, царя Ура захопила його рука: і його енсі захопила його рука; і (...) захопила його рука; і до самого Нижнього моря ...., і 5700 мужів з міст Шумеру він вивів і на загибель віддав, і міста їх повалив, і стіни їх він зруйнував. Коли при поверненні його місто Казаллу збурилося, він повали... Рімуш цар всесвіту, в битві з Казаллу 12650 мужів поклав, 5864 полоненних захопила його рука; і (в) області Еламу (усі) міста захопила його рука і стіни їх він зруйнував. Рімуш, цар всесвіту, в битві вразив Абалгамаша, царя Барахсі, і Сідгау, намісника його захопила його рука; і ... гаву, намісника За(бшалі?), захопила його рука. Між Аваном і Сузами на річках... і ... на кам'яні брили міста їх розвалив; і міста Еламу він повалив і стіни їх зруйнував; і корінь Барахсі з племен Еламу він вирвав; так Рімуш, цар всесвіту, Еламом оволодів і (для?) Енліля його утримав, Уту і Забабі... він подарував (??). |